# Mistrzostwa Świata w Łucznictwie 2017
49. Mistrzostwa Świata w Łucznictwie odbyły się między 15 a 22 października 2017 w Meksyku. Organizatorem była Międzynarodowa Federacja Łucznicza.

## Medaliści

### Strzelanie z łuku klasycznego
| Konkurencja            | Złoto                                                            | Srebro                                                             | Brąz                                                         |
| Indywidualnie kobiet   | Ksienija Pierowa                                                 | Chang Hye-jin                                                      | Tan Ya-ting                                                  |
| Indywidualnie mężczyzn | Im Dong-hyun                                                     | Wei Chun-heng                                                      | Steve Wijler                                                 |
| Drużynowo kobiet       | Korea Południowa · Chang Hye-jin · Choi Mi-sun · Kang Chae-young | Meksyk · Mariana Avitia · Aída Román · Alejandra Valencia          | Chińskie Tajpej · Lin Shih-chia · Lin Yu-hsuan · Tan Ya-ting |
| Drużynowo mężczyzn     | Włochy · Marco Galiazzo · Mauro Nespoli · David Pasqualucci      | Francja · Thomas Chirault · Pierre Plihon · Jean-Charles Valladont | Korea Południowa · Im Dong-hyun · Kim Woo-jin · Oh Jin-hyek  |
| Mikst                  | Korea Południowa · Im Dong-hyun · Kang Chae-young                | Niemcy · Florian Kahllund · Lisa Unruh                             | Wielka Brytania · Patrick Huston · Naomi Folkard             |

### Strzelanie z łuku bloczkowego
| Konkurencja            | Złoto                                                                 | Srebro                                                         | Brąz                                                               |
| Indywidualnie kobiet   | Song Yun-soo                                                          | Yeşim Bostan                                                   | Kristina Heigenhauser                                              |
| Indywidualnie mężczyzn | Sebastien Peineau                                                     | Stephan Hansen                                                 | Braden Gellenthien                                                 |
| Drużynowo kobiet       | Kolumbia · Sara López · Alejandra Usquiano · Nora Valdez              | Indie · Trisha Deb · Lily Chanu Paonam · Jyothi Surekha Vennam | Korea Południowa · Choi Bo-min · So Chae-won · Song Yun-soo        |
| Drużynowo mężczyzn     | Stany Zjednoczone · Steve Anderson · Braden Gellenthien · Kris Schaff | Włochy · Sergio Pagni · Federico Pagnoni · Alberto Simonelli   | Kolumbia · Sebastián Arenas · Camilo Andrés Cardona · Daniel Muñoz |
| Mikst                  | Korea Południowa · Kim Jong-ho · Song Yun-soo                         | Niemcy · Marcel Trachsel · Kristina Heigenhauser               | Włochy · Sergio Pagni · Irene Franchini                            |

## Klasyfikacja medalowa
| Lp. | Państwo           | Złoto | Srebro | Brąz | Razem |
| 1.  | Korea Południowa  | 5     | 1      | 2    | 8     |
| 2.  | Włochy            | 1     | 1      | 1    | 3     |
| 3.  | Francja           | 1     | 1      | 0    | 2     |
| 4.  | Kolumbia          | 1     | 0      | 1    | 2     |
| 4.  | Stany Zjednoczone | 1     | 0      | 1    | 2     |
| 6.  | Rosja             | 1     | 0      | 0    | 1     |
| 7.  | Niemcy            | 0     | 2      | 1    | 3     |
| 8.  | Chińskie Tajpej   | 0     | 1      | 2    | 3     |
| 9.  | Dania             | 0     | 1      | 0    | 1     |
| 9.  | Indie             | 0     | 1      | 0    | 1     |
| 9.  | Meksyk            | 0     | 1      | 0    | 1     |
| 9.  | Turcja            | 0     | 1      | 0    | 1     |
| 13. | Holandia          | 0     | 0      | 1    | 1     |
| 13. | Wielka Brytania   | 0     | 0      | 1    | 1     |